# Katarina av Brandenburg
Katarina av Brandenburg, tyska: Katharina von Brandenburg, ungerska: Katalin Brandenburgi, född 28 maj 1602 i Königsberg (nuvarande Kaliningrad, Ryssland), hertigdömet Preussen, död 27 augusti 1644 i Schöningen, var prinsessa av Brandenburg och regerande furstinna av Transsylvanien 1629–1630.

## Biografi
Katarina tillhörde huset Hohenzollern och var dotter till kurfursten Johan Sigismund av Brandenburg och hans maka Anna av Preussen, dotter till hertig Albrekt Fredrik av Preussen. Hon var därigenom syster till kurfursten Georg Vilhelm av Brandenburg och den svenska drottningen Maria Eleonora.
Genom sitt första äktenskap med fursten Gábor Bethlen av Transsylvanien (1580–1629), i Kaschau 1626, blev hon furstinna av Transsylvanien och valdes samma år till hans efterföljare, vilket också bekräftades av den ottomanske sultanen Murad IV; vid makens död 1629 blev hon därför regerande furstinna. Hon tvingades abdikera av ständerna i Klausenburg påföljande år, till förmån för sin svåger István Bethlen, som också blev kortvarig som furste. Han efterträddes efter några veckor av Georg I Rákóczy, som konfiskerade hennes kvarvarande egendomar. En bidragande orsak till abdikationen var hennes katolska trosuppfattning, och 1633 konverterade hon till katolicismen på sitt änkesäte Tokaj, efter att ha dragit sig tillbaka till Székesfehérvár. Genom kejsarens ingripande återfick hon sina privata domäner.
Hon gifte sig på nytt med Frans Karl av Sachsen-Lauenburg (1594–1660) i Ödenburg 1639. Hon sålde då alla sina ungerska gods och bosatte sig i Tyskland. Hon avled 1644 på Schöningens slott, hennes syster Anna Sofias änkesäte. Båda äktenskapen blev barnlösa.